# Дятково
Дятково (на руски: Дя̀тьково) е град в Русия, административен център на Дятковски район, Брянска област. Населението на града през 2010 година е 31 629 души.

## История
Селището е основано през 1626 г. През 1927 г. получава статут на град.
Брянската област е център на партизански движения през Втората световна война. През февруари 1942 г. съветски партизани успяват да си върнат властта в Дятково и близките селища. Областта се намира на дълбоко в окупирана от Нацистите територия. Партизаните възстановяват съветското управление на града до юни 1942 г., когато нацистите успяват отново да си върнат управлението на Дятково.

## Население
| Година | Население |
| ------ | --------- |
| 1866   | 3000      |
| 1926   | 7200      |
| 1931   | 10 100    |
| 1939   | 17 300    |
| 1959   | 19 400    |
| 1970   | 26 800    |
| 1979   | 31 700    |
| 1989   | 34 400    |
| 2002   | 33 600    |
| 2010   | 31 629    |

Населението на града през 2010 година е 31 629 души.

## Икономика
Градът е най-известен с предприятията си за обработка на стъкло и производство на мебели.